# Berço Sport Clube
O Berço Sport Clube é um clube desportivo português, situado em Guimarães e fundado em 2016.
A equipa masculina de futebol disputa a Divisão Pró-Nacional da AF Braga, o quinto escalão do futebol português.

## História
A equipa começou na 1ª Divisão da AF Braga em 2016/17, tendo conseguido imediatamente três subidas consecutivas passando pela Divisão de Honra e pela Divisão Pró-Nacional da AF Braga, chegando assim aos campeonatos nacionais, na altura terceira divisão, em 2019.
Em 2021, com a criação da Liga 3, o Campeonato de Portugal passou da terceira para a quarta divisão.[carece de fontes?]
Em 2024, é inaugurada o Berço Academia no antigo estádio de Sande S. Lourenço. Esta infraestrutura desportiva é resultado de uma recuperação do recinto, que custou cerca de 700 mil euros, e vai permitir ao clube a realização de jogos de futebol e uma contínua aposta na formação das camadas jovens.